# Amor Pirata
"Amor Pirata" (estilizada em letras maiúsculas) é uma canção do cantor brasileiro Jão. Foi escrita pelo próprio Jão com Pedro Tofani, Zebu e Arthur Marques, com a produção sendo realizada por Jão, Zebu e Paul Ralphes. Foi lançada em 1 de março de 2021 pela Head Music e Universal Music Brasil como single promocional. O videoclipe foi dirigido por Pedro Tófani e Malu Alves e lançado em 10 de março de 2021. "Amor Pirata" foi mais tarde incluída como faixa bônus da versão física do terceiro álbum de estúdio de Jão, Pirata (2021). Jão incluiu a canção no repertório de sua Turnê Pirata (2022).

## Antecedentes e lançamento
"Amor Pirata" foi escrita por Jão, Pedro Tófani, Guilherme Pereira e Arthur Marques, com sua produção sendo realizada por Jão, Paul Ralphes e Zebu. Em novembro de 2020, durante uma entrevista com à revista Quem, Jão revelou que estava preparando seu terceiro álbum para 2021, afirmando: "A sonoridade é bem diferente do que eu já fiz. É um momento novo para mim, apesar de ser um caminho natural". Em 28 de fevereiro, Jão tweetou uma parte da letra da canção no Twitter. Jão anunciou o lançamento da canção em 1 de março de 2021, revelando sua capa e data de lançamento. "Amor Pirata" foi lançada digitalmente horas depois do anúncio. A canção foi originalmente planejada para ser incluída no terceiro álbum de estúdio de Jão, Pirata. "Amor Pirata" foi mais tarde incluída como faixa bônus da versão física do álbum.

## Recepção da crítica
Douglas Françoza do POPline descreveu "Amor Pirata" como "um romance despretensioso e nada regular, um amor 'de brincadeira', com data de validade" e que é promovida pela letra "provocante". Karina Andrade do Mix FM escreveu que a canção tem "uma pega mais sensual".

## Promoção
O videoclipe de "Amor Pirata" foi dirigido por Pedro Tófani e Malu Alves e foi lançado em 10 de março de 2021.
Jão cantou "Amor Pirata" pela primeira vez em 30 de março de 2021 no GQ Vozes. Em 21 de agosto de 2021, ele cantou a canção no Prazer, Luísa. Jão incluiu a canção no repertório de sua Turnê Pirata (2022).

## Faixas e formatos
| Download digital / streaming |               |         |  |
| N.º                          | Título        | Duração |  |
| 1.                           | "Amor Pirata" | 2:72    |  |
| 2.                           | "Coringa"     | 3:07    |  |

## Certificações
| Região                                                        | Certificação | Vendas  |
| ------------------------------------------------------------- | ------------ | ------- |
| Brasil (Pro-Música Brasil)                                    | Platina      | 80 000‡ |
| ‡ vendas+valores de streaming baseados apenas na certificação |              |         |

## Histórico de lançamento
| Região | Data               | Formato(s)                 | Gravadora            | Ref.   |
| ------ | ------------------ | -------------------------- | -------------------- | ------ |
| Mundo  | 1 de março de 2021 | Download digital streaming | Head Music Universal | [ 18 ] |